# Restauro insular
O restauro ecológico de ilhas (restauro insular) consiste na aplicação dos princípios do restauro ecológico ao caso específico de ilhas e arquipélagos. As ilhas, devido ao seu isolamento, são o habitat de muitas espécies endémicas, bem como terreno privilegiado para o estabelecimento de colónias de aves marinhas e alguns mamíferos oceânicos. Os seus ecossistemas são particularmente vulneráveis à acção humana e à introdução indevida de espécies, devido ao seu pequeno tamanho. Os grupos insulares, como na Nova Zelândia e Hawaii têm testemunhado extinções substanciais de várias espécies e a degradação de muitos habitats. Desde a década de 1950, que várias organizações e agências governamentais de todo o mundo têm trabalhado em restauro insular, de modo a devolver às ilhas o seu estado ecológico original. As principais acções desenvolvidas em qualquer restauro insular consiste na remoção de espécies invasoras e na reintrodução de espécies nativas.